# 談儲
談儲（1478年—1564年），字積德，號旗峯，广东广州府南海县人，明朝舉人、官员。

## 生平
生于成化十四年戊戌（1478年）六月初四日，正德二年（1507年）丁卯科廣東鄉試舉人，初授江西吉安府通判，随从知府伍文定平定宁王朱宸濠叛乱，以功升南京中軍都督府经历，不久改任宗人府经历，出任湖广德安府知府，任满致仕。嘉靖四十三年甲子（1564年）七月初七日去世，得壽八十七。

## 家族
原籍江西萬安人，宋朝寶祐年间有談應奎担任循州牧，定居廣東南海县平洲。祖父談䛻以長子談經貴贈直隶太平府通判。父談綸，封南京中軍都督府經歷。母梁氏，封宜人。元配周氏（1481年-1526年），封宜人。子談士元。孫談文江、談文演。曾孫談公壽、談公相、談公睿、談公能。